# Рехимунд
Рехимунд (Реккимунд) — король свевов в Галисии (теперь западная Испания и северная Португалия) приблизительно в 457— 464 годах.

## Биография
Исидор Севильский повествовал, что когда умер король Фрамтан, его люди избрали себе нового короля Рехимунда. Новый правитель свевов замирился с Мальдрой и вместе с ним опустошил Лузитанию.
После смерти Мальдры в 460 году Рехимунд боролся за власть над Свевским королевством с новым претендентом на престол Фрумаром. Эти два претендента на престол ослабляли друг друга, и в результате престол достался в 464 году Ремисмунду.
Существует версия о тождественности королей Рехимунда и Ремисмунда, но на сегодняшний день эта гипотеза представляется историкам несостоятельной.